# Catena Timocharis
La Catena Timocharis è una struttura geologica della superficie della Luna.